# Karešova
Karešova (Prunus avium 'Karešova') je ovocný strom, kultivar druhu třešeň ptačí (Prunus avium) z čeledi růžovitých. Plody jsou řazeny mezi odrůdy srdcovek. Sklízí se ve 2. třešňovém týdnu (od 8.6 do 16.6).
Není odolná proti pukání plodů a bývá napadána ptáky - špačky. Díky ranosti však netrpí červivostí. 
Plody s velmi dobrými chuťovými vlastnostmi jsou určeny především pro přímý konzum.

## Původ
Pochází z ČR, údajně byla nalezena jako náhodný semenáč.

## Vzrůst
Roste bujně, vytváří velké stromy s velkou korunou kulovitého tvaru.

## Plodnost
Časná, velká a pravidelná.

## Květy
Květ je odolný proti jarním mrazíkům, opylovači jsou odrůdy Burlat, Kaštánka či Rivan.